# Yamilé sous les cèdres
Pour plus de détails, voir Fiche technique et Distribution.
Yamilé sous les cèdres est un film français réalisé par Charles d'Espinay, sorti en 1939.

## Synopsis
Dans le Liban du début du XXe siècle, la jeune chrétienne Yamilé, pour obéir à son père Rachid, doit épouser Khalil, chrétien lui aussi, alors qu'elle aime le séduisant Osman-bay, un musulman.

## Fiche technique
- Titre : Yamilé sous les cèdres
- Réalisation : Charles d'Espinay
- Scénario : Charles d'Espinay et Jean Arroy, d'après le roman homonyme d'Henry Bordeaux (1923)
- Photographie : Marc Fossard et Jacques Vandal
- Son : Antoine Petitjean
- Musique : Marius-François Gaillard
- Montage : Andrée Danis
- Société de production : Impérial-Films-Production
- Pays d'origine :  France
- Format : Noir et blanc - 35 mm - 1,37:1 - Son mono
- Genre : drame
- Durée : 95 minutes
- Lieux de tournage : Le Liban pour les extérieurs et les studios de Billancourt pour les intérieurs.
- Date de sortie : France, 1er juin 1939

## Distribution
- Charles Vanel : Rachid
- Denise Bosc : Yamilé
- José Noguéro : Khalil
- Georges Péclet : Boutros
- Jacques Dumesnil : Osman
- Lucas Gridoux : Aboud
- Georges Mauloy : le prêtre maronite
- Paul Demange : le valet
- Georges Douking : Ahmed
- Ève Francis
- Jenny Burnay
- Guy Favières
- Georges Paulais
- Marie Dubuisson
- Ketty Kerviel

## Autour du film
- En 1941, Henry Bordeaux écrit à Charles d'Espinay : « Yamilé a été composé avec une fidélité dont je vous demeure reconnaissant[1]. »